# 柴燃联合动力方式
柴燃联合动力方式，複合柴油燃氣渦輪系統（英語： 简称：），是用于舰艇的一种组合推進动力方式，其特点是较低速巡航时可仅以柴油机组运行，较高工况时采用燃气轮机驱动，在最高工况时可将柴油机和燃气轮机的功率同时并入。

CODAG結構圖

## 简介
柴燃联合动力方式继承了交替工作的柴燃交替动力方式巡航时柴油机驱动良好的经济性，且在高速时还能将柴油机并入动力系统，而不会将柴油机组“闲置”，较柴燃交替动力方式机组利用率更高，而且能維持較強动力的同時油耗也比其他推進系統為低（尤其比較全燃聯合動力方式），系統的燃氣渦輪機數量少，造價也更低廉；但柴油机和燃气轮机并车同时驱动同一推进器技术难度较大，对控制水平要求较高，需要更多的變速裝置，使動力系統更為複雜。

## 柴電燃聯合動力方式(CODLAG)

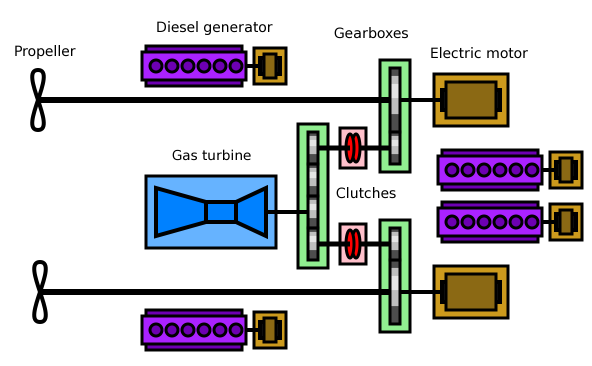
CODLAG結構圖

新發展出了子分類，柴电-燃气联合动力方式 (CODLAG)，將柴燃聯合的柴油機部分改成了柴油機發電，電動機與燃氣輪機聯合輸出動力，拋棄了複雜的變速傳動裝置。柴电-燃气联合动力方式又進一步發展為綜合全電力推進系統，完全拋棄了機械傳動裝置，用電力系統將任意數量的柴油機和燃氣渦輪機串聯起來。

## 應用實例
- 科隆級巡防艦（英语：Köln-class frigate），1961年
- 別佳級護衛艦，1964年
- 米爾卡級護衛艦，1964年
- 阿爾皮諾級巡防艦（英语：Alpino-class frigate），1968年
- 科尼級護衛艦，1978年
- 龍江級巡邏艇，1978年
- 莫拉萊斯級護衛艦，1980年
- 七省級巡防艦，2002年
- 薩克森級巡防艦，2004年
- 勇敢級巡防艦，2006年
- 南森級巡防艦，2006年
- 傳奇級巡邏艦，2008年
- 自由級近岸戰鬥艦，2008年
- 獨立級近岸戰鬥艦，2010年
- 島級護衛艦，2011年
- 震懾級巡防艦，2016年
- 威斯利·比可夫級巡邏艦，2018年
- 蒲美蓬·阿杜德級巡防艦，2019年
- 塔翁·迪雷韋爾級巡防艦，2022年
- 最上級護衛艦，2022年
- 阿齊茲級巡防艦，2022年
- 巴布爾級護衛艦，2023年
- 伊斯坦堡級巡防艦，2023年
- 真納級巡防艦
- 新型FFM